# KRIMI5
KRIMI5 er en dokumentarserie, der sendes på Kanal 5. Formatet ligner TV 2's Station 2, og omhandler forbrydelser og den kriminelle underverden. Programmet blev sendt første gang den 15. oktober 2009 med Thomas Mygind og Tine Røgind som studieværter. 